# Jan Hendrik Waszink
Jan Hendrik Waszink (Renswoude, 17 oktober 1908 – Lugano, 5 oktober 1990) was een Nederlands latinist, hoogleraar te Leiden, die zich veel heeft beziggehouden met het werk van de kerkvader Tertullianus.
Waszink studeerde klassieke taal- en letterkunde te Leiden, alwaar hij in 1933 bij Frederik Muller Jzn promoveerde op Tertullianus' De Anima. Na leraar te zijn geweest te Breda en Utrecht, werd hij in 1946 benoemd tot hoogleraar Latijn te Leiden. Hij bekleedde deze functie tot 1974. Waszink was medeoprichter van het Reallexikon für Antike und Christentum waarvan hij tot 1984 mede-redacteur was. Samen met Christine Mohrmann was hij de oprichter van het tijdschrift Vigiliae Christianae, waarvan hij eveneens tot 1988 redacteur was.

## Publicaties (selectie)
- 1933: Tertullian. De Anima mit Einleitung, Übersetzung und Kommentar. Proefschrift.
- 1946: Humanitas. Inaugurele rede bij de aanvaarding van zijn hoogleraarschap. (Ook gepubliceerd in de Verzamelde opstellen).
- 1946: (Samen met W.J. Verdenius): Aristotle on Coming-to-be and Passing-away. Some comments.
- 1947: Q.S.F. Tertulliani De anima. Edited with Introduction and Commentary. (Uitgebreide, Engelstalige editie van zijn proefschrift).
- 1956: Quinti Septimii Florentis Tertulliani Adversus Hermogenem liber. Kritische uitgave met commentaar.
- 1956: Tertullian: The Treatise against Hermogenes. Engelse vertaling van bovenstaand werk.
- 1964: Studien zum Timaioskommentar des Calcidius.
- 1975: Timaeus a Calcidio translatus commentarioque instructus. Kritische uitgave met commentaar.
- 1979: Opuscula selecta. Verzameling artikelen, in diverse talen geschreven. Bevat een lijst van Waszinks publicaties tot dan toe.
- 1983: Verzamelde opstellen. Verzameling artikelen geschreven in het Nederlands, uitgegeven ter gelegenheid van zijn 75e verjaardag.
- 1987: (Samen met J.C.M. van Winden): Tertullianus, De idololatria: Kritische uitgave met commentaar en vertaling.
- 1989: Uitgave van Erasmus Lingua, als onderdeel (IV, 1A) van diens complete werk (Opera Omnia Desiderii Erasmi).